# Felsőtelekes
Felsőtelekes ist eine ungarische Gemeinde im Kreis Kazincbarcika im Komitat Borsod-Abaúj-Zemplén.

## Geografische Lage
Felsőtelekes liegt in Nordungarn, 36 Kilometer nordwestlich des Komitatssitzes Miskolc und 17 Kilometer nördlich der Kreisstadt Kazincbarcika. Nachbargemeinden im Umkreis von 4 Kilometern sind Alsótelekes, Kánó und Rudabánya.

## Gemeindepartnerschaften
- Cherechiu, Rumänien
- Dlhá Ves, Slowakei

## Sehenswürdigkeiten
- Römisch-katholische Kirche Kisboldogasszony, erbaut 1972
- Weltkriegsdenkmal

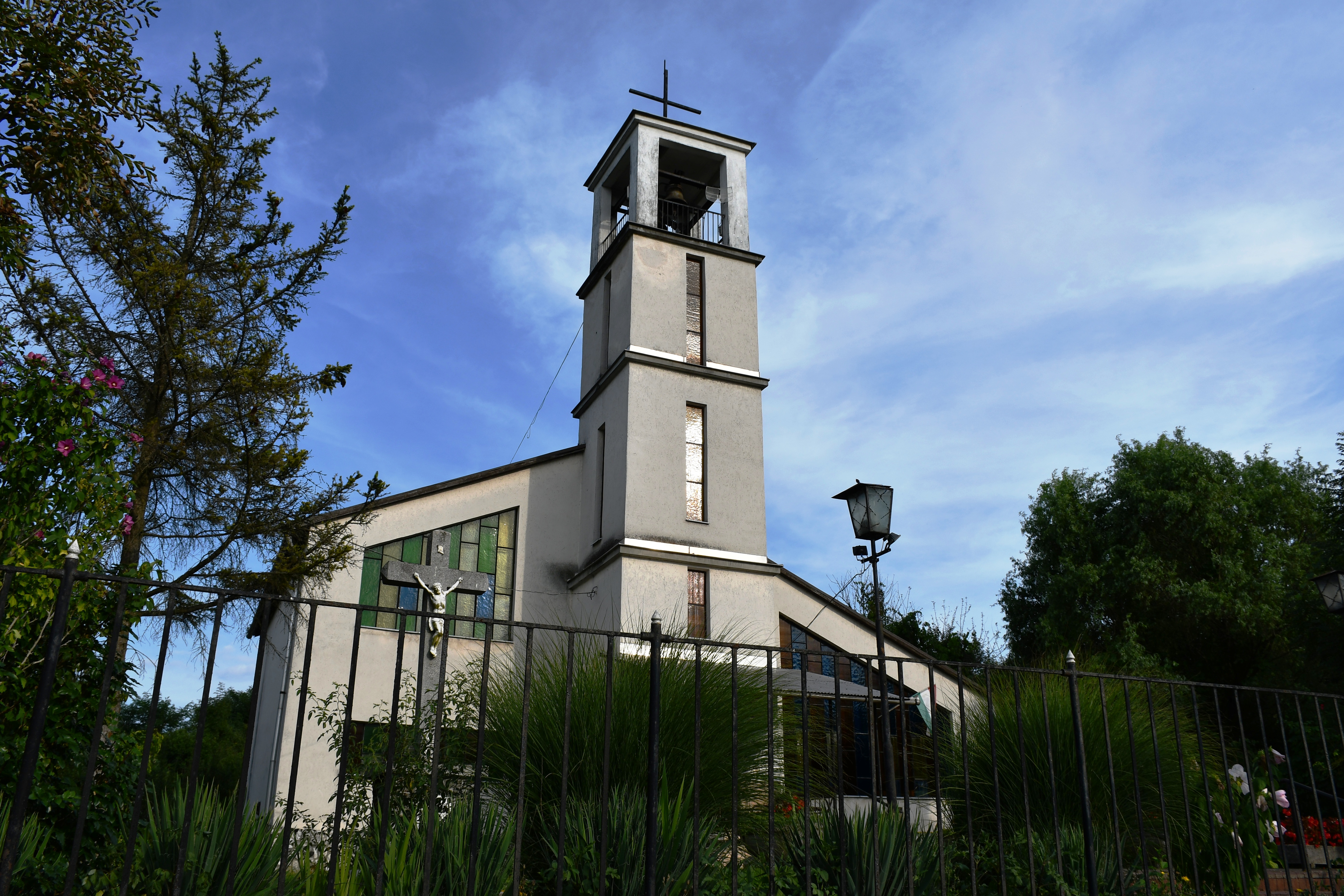
Röm.-kath. Kirche Kisboldogasszony
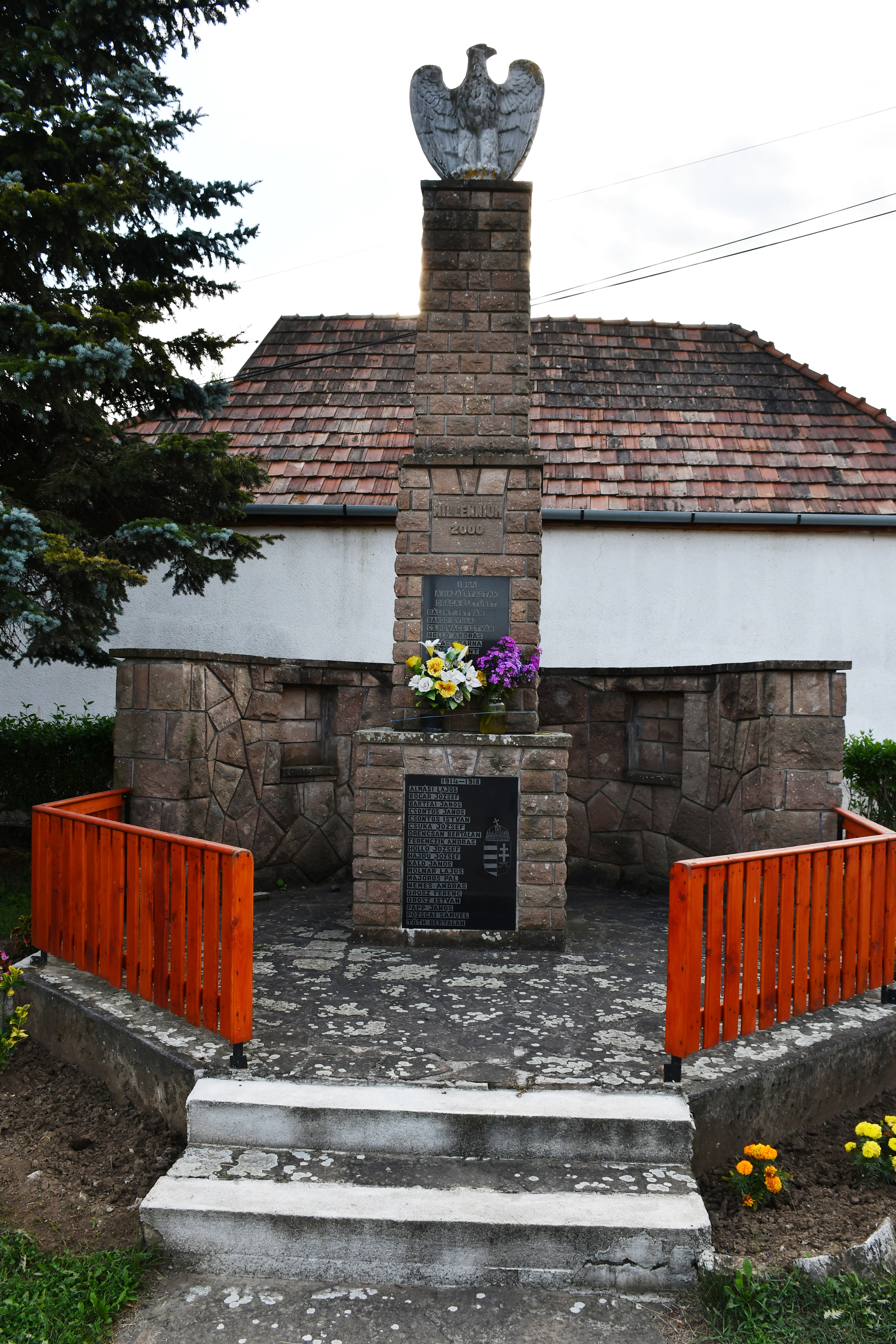
Weltkriegsdenkmal

## Verkehr
In Felsőtelekes treffen die Landstraßen Nr. 2607 und Nr. 2609 aufeinander. Es bestehen Busverbindungen nach Alsótelekes, Kánó und Rudabánya. Der nächstgelegene Bahnhof befindet sich 10 Kilometer östlich in Szendrő.